# Ранжев, Павел Константинович
Павел Константинович Ранжев (1918—1977) — советский военный. Участник Великой Отечественной войны. Герой Советского Союза (1945). Гвардии старший лейтенант.

## Биография

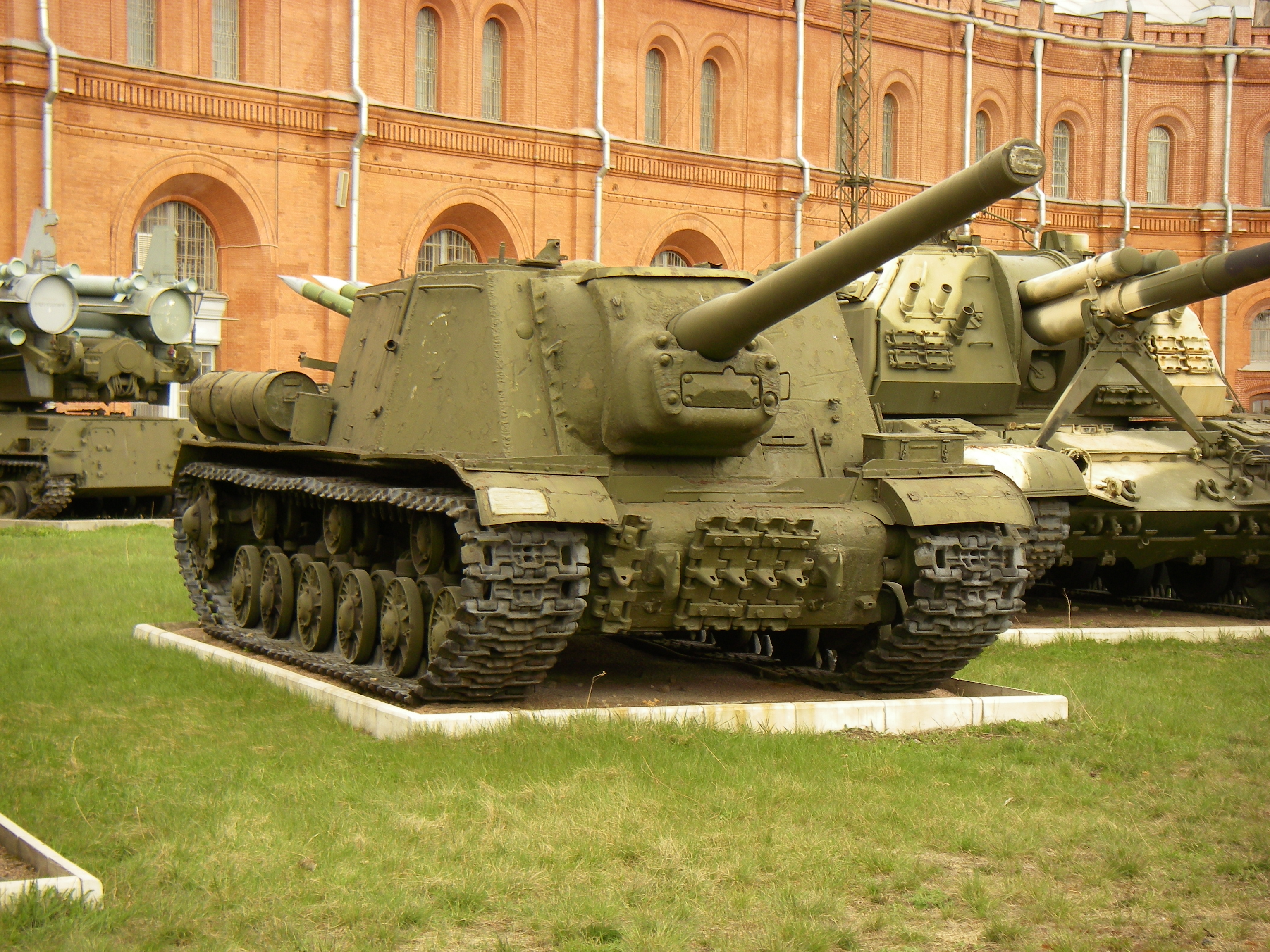
ИСУ-122

Павел Константинович Ранжев родился 26 июня 1918 года в уездном городе Коврове Владимирской губернии РСФСР (ныне город, административный центр Ковровского района Владимирской области Российской федерации) в семье рабочего. Русский. Окончил семь классов неполной средней школы № 5 города Коврова в 1932 году. До призыва на военную службу трудился разнорабочим на различных предприятиях города.
В ряды Рабоче-крестьянской Красной Армии П. К. Ранжев был призван Ковровским районным военкоматом в 1939 году. Срочную службу проходил на Дальнем Востоке в 239-й стрелковой дивизии. Там его и застало начало Великой Отечественной войны. Осенью 1941 года телефонист-радист штаба дивизии П. К. Ранжев переброшен на Западный фронт. В боях с немецко-фашистскими захватчиками Павел Константинович с ноября 1941 года: под Узловой, Донским и Сталиногорском Тульской области. Попал в окружение, но его подразделение сумело прорвать кольцо и выйти в район города Пронска. 
С января 1943 года П. К. Ранжев сражался на Волховском фронте. Принимал участие в операции «Искра», в ходе которой была прорвана блокада Ленинграда. В апреле 1943 года в числе отличившихся в боях связистов Павел Константинович был направлен на учёбу в Орловское бронетанковое училище имени М. В. Фрунзе.
В июне 1944 года лейтенант П. К. Ранжев получил назначение на 1-й Украинский фронт, где заступил на должность командира тяжёлого танка 47-го гвардейского тяжёлого танкового полка прорыва 9-го механизированного корпуса 3-й гвардейской танковой армии. Участвовал в освобождении Западной Украины и юго-восточной Польши в рамках Львовско-Сандомирской операции. В сентябре 1944 года полк, в котором служил гвардии лейтенант Ранжев, был переформирован в 383-й гвардейский тяжёлый самоходно-артиллерийский полк, и Павел Константинович стал командиром самоходной артиллерийской установки ИСУ-122. Его экипаж участвовал в Сандомирско-Силезской операции. Части 3-й гвардейской танковой армии, прорвав глубоко эшелонированную и сильно укреплённую оборону противника на Сандомирском плацдарме, одними из первых вышли на подступы к реке Одер, и 23 января сходу форсировав водную преграду, захватили плацдарм на западном берегу реки в районе Оппельна.
В начале февраля 1945 года решением командующего 1-м Украинским фронтом маршала И. С. Конева 3-я гвардейская танковая армия была перенацелена на юго-восточное направление. Части армии стремительным ударом вдоль восточного берега Одера вышли в тыл силезской группировки противника. Стремясь остановить стремительное продвижение советских войск, противник 28 января контратаковал авангард 3-й гвардейской танковой армии, бросив в бой до 45 танков при поддержке пехоты и артиллерии. Экипаж гвардии лейтенанта Ранжева, умело маневрируя на поле боя и используя окружающую местность, огнём орудия уничтожил 1 вражеский тяжёлый танк, 2 артиллерийских орудия и 11 автомашин с пехотой и грузами, чем обеспечил продвижение наступающих частей вперёд. После овладения Силезским промышленным районом армия генерал-полковника П. С. Рыбалко была выведена во второй эшелон и начала подготовку к решающему броску на Берлин. Гвардии лейтенант П. К. Ранжев особо отличился в Берлинской операции во время штурма столицы Германской империи.
16 апреля 1945 года части первого эшелона 1-го Украинского фронта форсировали реку Нейсе и к концу дня прорвали главную оборонительную линию немцев. Утром 17 апреля в пробитый частями фронта коридор были брошены 3-я и 4-я гвардейские танковые армии. Преодолевая упорное сопротивление врага, они к утру 22 апреля вышли на южные подступы к Берлину, и прорвав внешний оборонительный обвод противника, вышли на берег Тельтовканала. На противоположном берегу канала противник имел мощную и сильно укреплённую оборонительную линию, которая задержала дальнейшее продвижение советских войск. В течение всего дня 24 апреля экипаж гвардии лейтенанта П. К. Ранжева в составе своего полка совместно с другими артиллерийскими подразделениями армии огнём своего 122-миллиметрового орудия уничтожал огневые средства противника, давая возможность мотострелковым и танковым частям форсировать канал и захватить плацдарм на его северном берегу. Переправившись вслед за передовыми частями армии через Тельтовканал, САУ 383-го гвардейского тяжёлого самоходно-артиллерийского полка начали штурм южных кварталов Берлина. Гвардейский экипаж П. К. Ранжева 30 апреля оказывал артиллерийскую поддержку наступающим по Кайзераллее (Kaiserallee) танкам и пехоте. Противник превратил каждый дом в неприступную крепость, но ИСУ-122 гвардии лейтенанта Ранжева, выкатываясь на открытую позицию, огнём орудия эффективно уничтожала очаги сопротивления немцев. В ходе боя противнику удалось подбить и поджечь самоход. Павел Константинович, будучи раненым в голову, выбрался из САУ и под огнём противника сбил пламя, после чего силами экипажа произвёл ремонт машины и снова повёл её в бой. Всего за время боёв на улицах Берлина экипаж П. К. Ранжева разрушил 26 опорных пунктов противника, уничтожил 1 танк и 3 противотанковых орудия, истребил 12 фаустников. 2 мая 1945 года берлинский гарнизон капитулировал. В тот же день командир полка гвардии подполковник И. Н. Веремей представил гвардии лейтенанта П. К. Ранжева к званию Героя Советского Союза. Указ Президиума Верховного Совета СССР был подписан 27 июня 1945 года. На заключительном этапе войны Павел Константинович принимал участие в Пражской операции. Боевой путь он завершил в столице Чехословакии городе Праге.
После окончания Великой Отечественной войны П. К. Ранжев продолжил службу в армии. В 1951 году он окончил Высшую офицерскую школу самоходной артиллерии бронетанковых и механизированных войск. Однако в связи с начавшимися в армии сокращениями в марте 1954 года гвардии старший лейтенант П. К. Ранжев был уволен в запас. Павел Константинович вернулся в Ковров, работал на оружейном заводе имени Дегтярёва слесарем, испытателем, мастером и контролёром отдела технического контроля. 14 ноября 1977 года Павел Константинович скончался. Похоронен на кладбище у станции Ковров-2 города Коврова Владимирской области.

## Награды
- Медаль «Золотая Звезда» (27.06.1945);
- орден Ленина (27.06.1945);
- орден Красной Звезды (11.03.1945);
- медали, в том числе:
  - медаль «За боевые заслуги»;
  - медаль «За оборону Ленинграда»;
  - медаль «За взятие Берлина»;
  - медаль «За освобождение Праги».

## Память
- Именем Героя Советского Союза П. К. Ранжева названа улица в городе Коврове, на фасаде дома № 3 установлена мемориальная доска.
- Стела в честь Героя Советского Союза П. К. Ранжева установлена на Аллее Героев в городе Коврове.

## Документы
- Общедоступный электронный банк документов «Подвиг Народа в Великой Отечественной войне 1941—1945 гг.» Дата обращения: 19 октября 2013. Архивировано из оригинала 13 марта 2012 года.

Представление к званию Героя Советского Союза.
Указ Президиума Верховного Совета СССР о присвоении звания Героя Советского Союза.
Орден Красной Звезды (наградной лист и приказ о награждении).